# Бомонт, Фрэнсис
Фрэ́нсис Бо́монт (англ. Francis Beaumont; ок. 1584 — 1616) — английский драматург яковианской эпохи.
Сын судьи, Бомонт после его смерти оставил Оксфордский университет и чуть было не стал адвокатом. Самое раннее из его произведений — изобилующая длиннотами поэма «Гермафродит и Салмакида» (1602) на мифологический сюжет, почерпнутый из Овидия. С 1607 года жил в одном доме со своим соавтором Джоном Флетчером. По 1613 год они совместно написали не менее 10 пьес. В своё время они были самыми популярными и востребованными драматургами Англии, но впоследствии затерялись в тени Шекспира. Непреходящее значение сохраняют их пьесы «Филастр», «Трагедия девушки», «Король и не король».
В 30-летнем возрасте женился на богатой наследнице и оставил литературную деятельность. Умер два года спустя и был похоронен в Вестминстерском аббатстве (Уголок поэтов).
Принято считать, что Флетчеру и Бомонту комедия удавалась лучше трагедии и что они вольно соединяли элементы этих жанров. В настоящее время литературоведы различают творческие приёмы Флетчера и Бомонта, хотя традиционно считалось, что они «срослись в одного автора».
Со слов Драйдена, Бомонт отличался безупречным литературным вкусом и именно на его суд представлял свои произведения сам Бен Джонсон. Из самостоятельных пьес Бомонта сохранилась пародия «Рыцарь Пламенеющего Пестика».